# Brion-près-Thouet
Brion-près-Thouet é uma comuna francesa na região administrativa da Nova Aquitânia, no departamento de Deux-Sèvres. Estende-se por uma área de 8,06 km². Em 2010 a comuna tinha 746 habitantes (densidade: 92,6 hab./km²).